# Alsósztubica vára
Alsósztubica vára ( Grad Donja Stubica) egy középkori várhely Horvátországban, a Krapina-Zagorje megyei Donja Stubica határában.

## Fekvése
Alsósztubica nemzetségi várának maradványai az azonos nevű város központjában találhatók. A vár egy kisebb síkság északkeleti sarkában állt, amelyet Medvednica egyik legszélesebb, északi nyúlványa zár le, amely déli oldalával Medvednica többi részéhez kapcsolódik, míg a másik oldalon meredek lejtők választják el Medvednica szomszédos nyúlványairól és attól a síkságtól, amelyen Donja Stubica történelmi központja fekszik. A helyiek Ó- vagy Tahy-várnak hívják. 

## Története
Az alsósztubicai erődöt 1439-ben említik először nemzetségi várként, amikor Albert király megerősítette birtokában Henning Miklós feleségét Tóth Dórát. A várat valószínűleg apja, Tóth IV. János építtette a szomszédos hatalmas sztubicai uradalom keleti részeinek védelmére. Építésének okát abban kell keresni, hogy Szomszédvár a tágas uradalom a szélén feküdt, míg Lubenik már régen összeomlott. A Henning család Henning Anna (+1533) és férje, Désházy István (+1534) haláláig kormányozta a sztubicai uradalmat. Mivel nekik nem volt fiú örökösük Alsósztubica vára a királyra szállt, Erdődy Simon püspök (1535–36) és a királyi kamara igazgatta. Noha a várat a szomszédos uradalommal együtt előbb kasztíliai Pedro Lasa (1537), majd Johann von Katzianer (1537) és végül kevendi Székely Jakab (1548) kapta, ezek a királyi adományok soha nem léptek hatályba. A Henningek örökösei eközben pert indítottak, és 1551-ben megnyerték azt a pert, amely elismerte e hatalmas uradalom öröklési jogát. Sztubica vára a bírósági ítélet alapján Teuffenbach-Henning András és unokaöccse, Helfrik Sebriak de Kaynach birtoka lett, akik 1554-ben eladták saját tulajdonrészüket. Úgy látszik, hogy Sztubica vára a királyi közigazgatás idején rosszul volt karbantartva, mivel Henning Andrásnak újjá kellett építeni. Ennek a helyreállításnak 1554 és 1559 között kellett történnie, amikor zálogszerződés alapján Gregoriáncz Ambrus kezébe került. Miután Tahy Ferenc 1564-ben a szomszédos Alsósztubica egyik felének birtokosa lett, beleértve az alsósztubica várat is, a Tahy és Henning András özvegye, Mekinczer Orsolya közötti rendezetlen tulajdonosi viszonyok, valamint Tahy erőszakos fellépése miatt a birtok másik felének megszerzése iránt 1565. július 3-án Szomszédvár alatt fegyveres konfliktus tört ki a Henningek örökösei és Erdődy II. Péter bán hadserege között. 
Annak ellenére, hogy a báni hadsereggel szembeni fegyveres ellenállást lázadásnak, annak résztvevőit pedig árulónak nyilvánították, ami a vitatott vagyon elvesztését jelentette volna a királyi kamara és Tahy javára, Mekiczer Orsolyát és vejeit II. Miksa király 1570 végén felmentette a cselekedetükkel kapcsolatos minden felelősség alól, és megerősítette őket a sztubicai uradalom felének birtokában, amelyet időközben elveszítettek a báni hadsereggel való konfliktus miatt. A király döntését 1572. augusztus 6-án hajtották végre. A kölcsönös felosztásban Alsósztubica vára Mekinczer Orsolya vejének Konjszki Mihálynak a birtoka lett, majd miután Dóra lánya Mallakóczy Miklóshoz ment feleségül, a Mallakóczyaké lett és leszármazottaik kezében volt egészen az 1693 és 1715 közötti időszakig, amikor a családi kötelékek révén a Domjanics család tulajdonába került. Alsósztubica várának utolsó tulajdonosa Draskovich Regina grófné volt, aki 1790-ben lebontatta, és építőanyagát a közeli Golubovec kastélyához használta fel.

## A vár mai állapota
Bár az erődből csak sáncmaradványok maradtak meg, bőven elegendőek egy trapéz alakú alaprajzú (64-szer 54 méter területű) kisebb erődnek a képéhez, amelyet északon és keleten a hegység meredek lejtője, nyugaton és délen pedig nagy várárok védett. A várat a korábbi forrásokban négy saroktornyú erődnek írták le, de ebből a terep gondos megfigyelése is csak az egykori erőd délnyugati sarkában fedezhet fel egy nagyobb félkör alakú dudort, amely egy erős, kör alaprajzú sarokvédő torony létezésére utal. Az erőd fennmaradó három, kissé lekerekített sarka a kis területre tekintettel csak a kisebb patkó alakú tornyok építésére volt elegendő. Mivel a vár külső megjelenése a szerény maradványokból nem rekonstruálható, a történelmi források nagy segítséget nyújtanak számunkra ebben a tekintetben. A források közül a legérdekesebbek közé tartozik a kasztíliai Pedro Lasa levele 1537-ből, amelyben engedélyt kér I. Ferdinánd királytól Alsósztubica felégetéséhez, mert érvelése szerint ezen a területen nincs szükség erődítményekre, és Sztubica vára nem ér semmit, mert már erősen romos. Az is tudható, hogy maradványait később egy kastély építésére használták fel Golubovacban. Tekintve, hogy a történeti források szerint a várat a 16. század folyamán többször is elfoglalták, arra következtethetünk, hogy falai többnyire fából épültek, míg a saroktornyokat, tekintettel stratégiai jelentőségükre kőből kellett hogy építsék. Az a tény, hogy Lasa az erőd korhadt faanyagának felgyújtásához kér királyi engedélyt, nem pedig annak teljes lebontására, sokat mond a várral kapcsolatos tervekről. Ugyanis csak a fa részek elégetésével, a kőfalak lebontása nélkül az erőd csak ideiglenesen válna működésképtelenné, mivel annak helyreállításához csak néhány napra lenne szükség a megsemmisült fa részek újjáépítésével.